# Primula sieboldii
Primula sieboldii es una especie perteneciente a la familia de las primuláceas. Es originaria del Este de Asia.

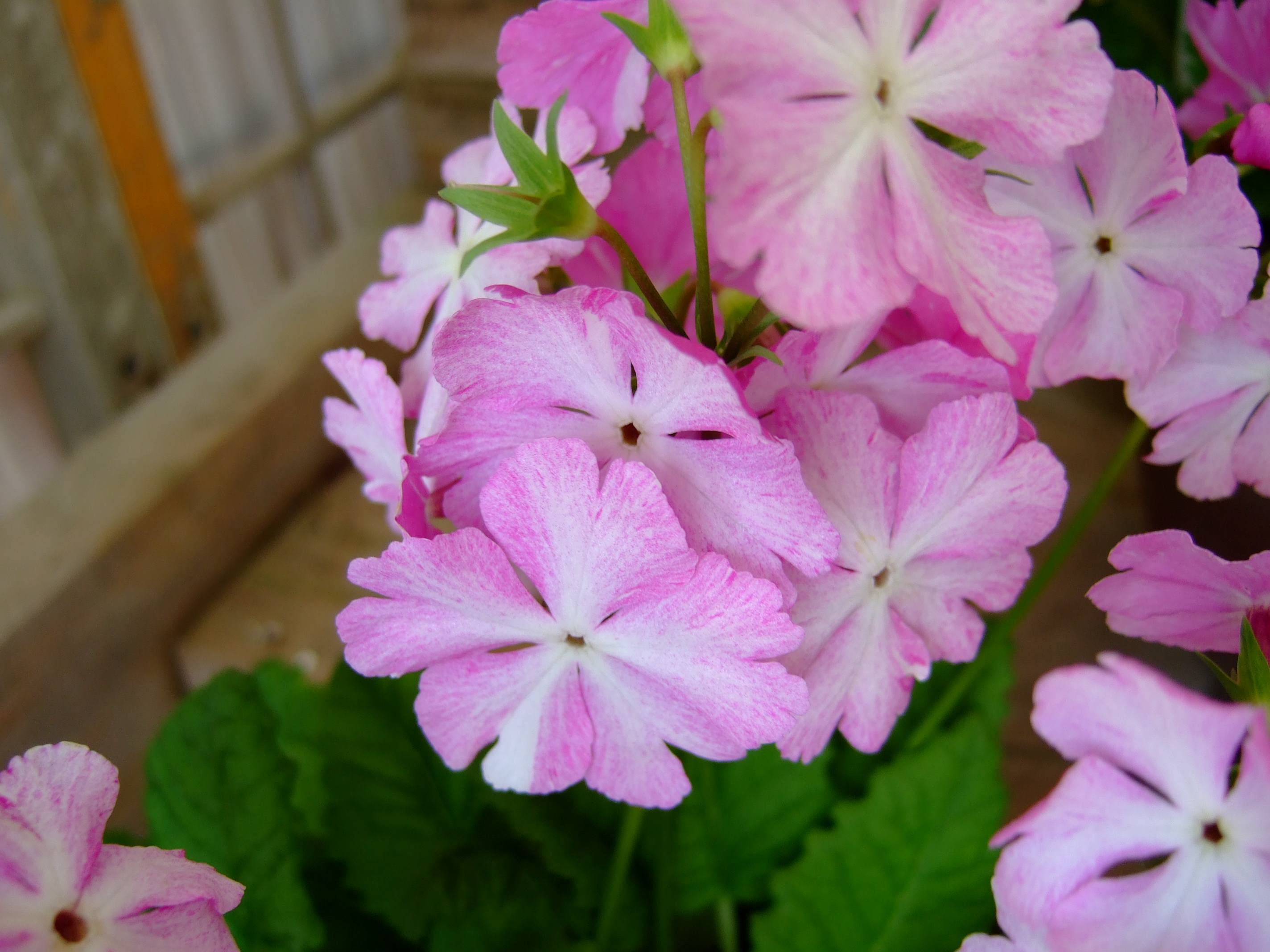
Detalle de las flores

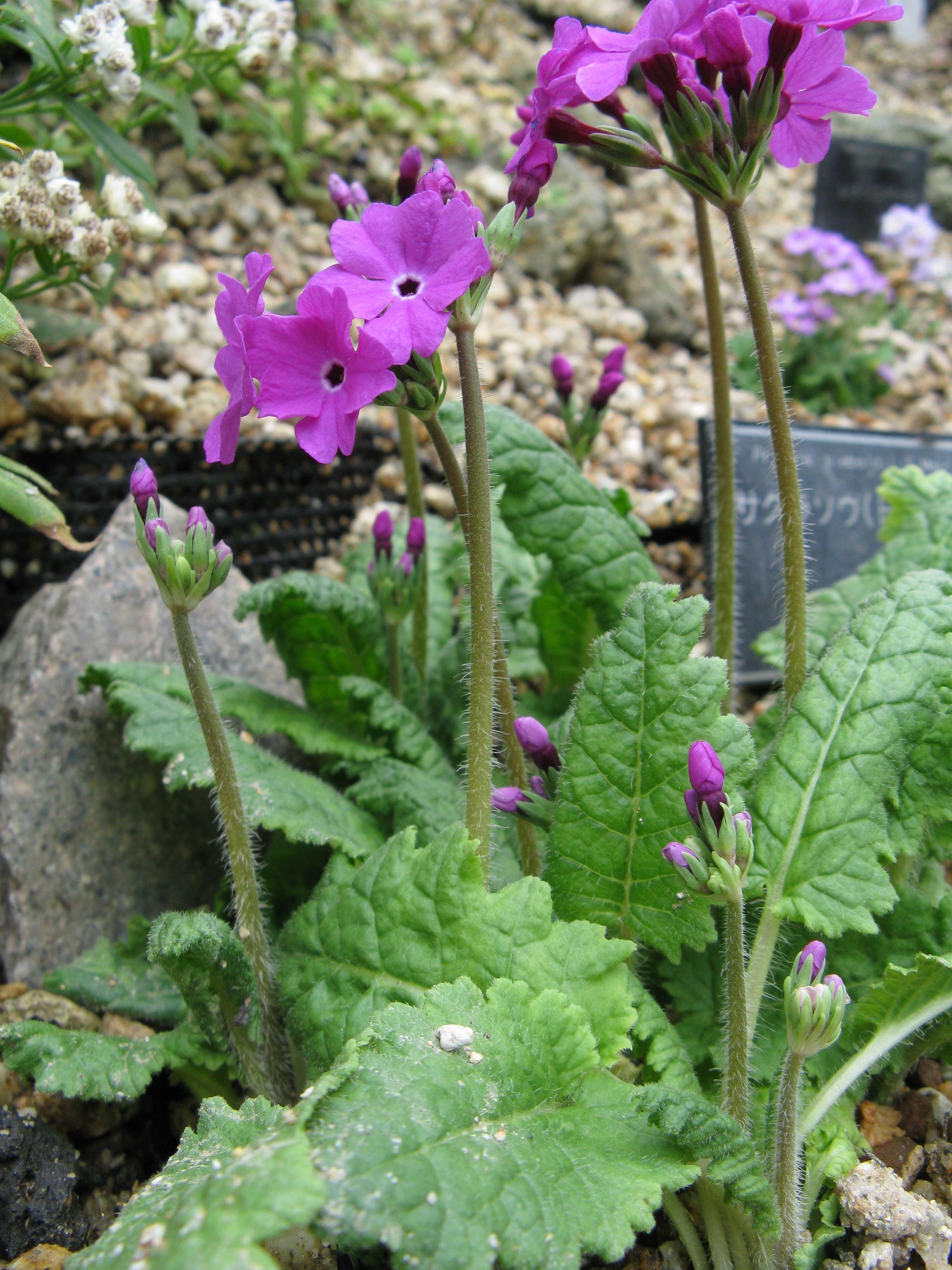
Vista de la planta

## Descripción
Son hierbas perennifolias. Con las hojas formando una roseta; con pecíolo de 4-12 (- 18) cm, densamente piloso; limbo ovado-oblongas a oblongas, de 4 a 10 X  3 - 7 cm, con pelos grises multicelulares, la base cordada, rara vez casi redondeadas a truncadas, el margen crenado-lobulado, el ápice redondeado; con lóbulos crenulado-dentado. Los escapos de 12 a 25, pubescente; solitarios en umbelas, con 5 a 15 flores; con brácteas linear-lanceoladas, de 4 - 10 mm. Pedicelo 0.4 - 3 cm, escasamente pubescentes o glabrescentes. Flores heterostilas. Cáliz acampanado, de 6 - 8 mm, aumentando a 1,5 cm con la fruta. Corola de color lila-púrpura, raramente blanco, con tubo de 0,9 a 1,3 cm. El fruto es una cápsula subglobosa.

## Distribución y hábitat
Se encuentra en la zonas húmedas de los bosques, en Heilongjiang, Jilin, Liaoning, Mongolia Interior de China y Japón, Corea y Rusia.

## Taxonomía
Primula sieboldii fue descrita por Charles Jacques Édouard Morren y publicado en La Belgique Horticole 23: 97. 1873.
Etimología
Primula: nombre genérico que proviene del latín primus o primulus = "primero", y refiriéndose a su temprana floración. En la época medieval, la margarita fue llamada primula veris o "primogénita de primavera".
sieboldii: epíteto otorgado en honor del botánico Philipp Franz von Siebold.
Citología
El número de cromosomas es de: n = 22, 24, 26, 29, 36.
Sinonimia
- Primula patens Turcz.
- Primula patens var. genuina Skvortsov
- Primula patens var. manshurica Skvortsov
- Primula sieboldii f. patens (Turcz.) Kitag.[4]